# Medborgerskab
Begrebet medborgerskab kan spores tilbage til 1700-tallet, men i den nuværende anvendelse henviser det til en relativt ny filosofi om individets rolle i samfundet. Det knytter sig til og er en videreudvikling af det klassiske demokrati-begreb. I et medborgerskabsorienteret samfund er der en åben dialog om samfundets udvikling. Medborgerskab kan ses som et alternativ til markeds- og brugerdemokratiet, der udtrykker sig gennem repræsentation, fx forældrenes deltagelse i skolebestyrelser.
Filosofien bag begrebet kan referere til frihed, lighed og fællesskab, og de dilemmaer, der knytter sig til disse begreber.  Medborgerskab anses for en udvidelse af eller et alternativ til det klassiske statsborgerskab. Det refererer ikke blot til lokale og nationale demokratiske perspektiver, men også til unionsborgerskab og verdensborgerskab. Ifølge denne opfattelse sker der en udvikling af medborgerskabet fra det nationale plan til det internationale plan:
- Statsborger (nationale rettigheder)
- Unionsborger (regionale rettigheder)
- Verdensborger (universelle rettigheder)[5]

En forestilling om, at individuelle rettigheder bedst sikres nationalt, mens lige adgang sikres regionalt, f.eks. gennem EU og universelle rettigheder sikres globalt, f.eks. gennem FN, betegnes som "Det triangulære medborgerskab". 
I Danmark har debatten om medborgerskab i høj grad udviklet sig på baggrund af Hal Kochs synspunkter på den demokratiske dialog i Hvad er demokrati?.

## Afgrænsninger
Begreberne borger og medborger er på samme tid synonymer, fordi de omfatter samme gruppe af mennesker og forskellige, fordi de handler om forskellige indfaldsvinkler til borgerskab/medborgerskab. I nationalstaten er medborgerskabets to forudsætninger: det kulturelle og etniske fællesskab, ethnos, samt det politiske fællesskab, demos relativt homogene og komplementære størrelser; i et samfund, hvor mange forskellige kulturer lever side om side (det multikulturelle samfund) kan de to aspekter af medborgerskabet skabe konflikter mellem forskellige mindretal. Derfor anses det for væsentligt, at der i disse samfund skabes et værdifællesskab.
I den liberalistiske indfaldsvinkel er borgerrettighederne først og fremmest retten til personlig frihed og lige behandling af alle borgere i offentlige anliggender. Den liberale grundlæggede ideologi om det frie marked og dettes fortrin ved fordelingen af goderne, kan dog udvikle sig til en egentlig markedsdemokratisk filosofi om politisk markedsføring.  I den republikanske opfattelse skelnes der mellem medborgeren, som er et mere aktivt samfundsmedlem end statsborgeren, hvis egentlige pligt i samfundet er at deltage i valghandlinger. Medborgerskabet er for republikaneren en forudsætning for at skabe det politisk værdifællesskab, der styrker samfundets sammenhængskraft.
Den engelske sociolog Thomas Humphrey Marshall opdelte begrebet i det civile, det politiske og det sociale medborgerskab. Til det civile medborgerskab knyttede han de personlige frihedsrettigheder. I det politiske medborgerskab var den almene og lige valgret det centrale. Det sociale medborgerskab omfattede retten til sundhedsydelser, uddannelse og sociale ydelser. Marshalls efterfølgende analyse er blevet stærkt kritiseret fra mange sider, men den grundlæggende opdeling anses for en fornuftig operationel afgrænsning af medborgerskabsbegrebet.
Med udgangspunkt i Marshalls definitioner har politologer anvendt sondringen mellem det vertikale og det horisontale medborgerskab. Det vertikale medborgerskab omhandler borgernes aktive deltagelse i den den politiske beslutningsproces, engagement i foreningslivet samt befolkningens tillid til politikerne. Det horisontale medborgerskab omfatter borgernes indbyrdes tillid til andre borgere som forudsætning for en demokratisk dialog om samfundsudviklingen. 
Forestillingen om, at et aktivt medborgerskab er en forudsætning for et velfungerende demokrati findes bl.a. hos Jürgen Habermas. Hans teorier om statens rolle i civilsamfundet og kommunikativ kompetence er vigtige indfaldsvinkler til debatten om begrebet medborgerskab. Medborgerskab opfattes ofte som et dannelsesaspekt og indgår bl.a. i det obligatoriske fag i læreruddannelsen i Danmark, KLM.

### Hal Koch om det demokratiske livssyn
Diskussionen om medborgerskabets betydning for de demokratiske prosesser har i Danmark ofte taget udgangspunkt i teologen Hal Kochs bog fra 1945 med titlen "Hvad er demokrati?". Hal Koch fremhæver også, hvad demokrati ikke er. Hans opfattelse er, at man ved demokrati taler sig til enighed ved at gennemdrøfte en sag, indtil der er opnået afklaring på alle punkter, med andre ord at "tale sig til rette i stedet for at slås" Han er klar over, at fuld enighed ikke altid kan opnås og betragter afstemning som et middel til at vise hvor langt, man er nået. At der derefter træffes en afgørelse betyder imidlertid ikke, at sagen eller emnet ikke fortsat kan drøftes. Det ligger nemlig i selve demokratiets væsen, at ordet må være frit: "sålænge ordet og kritikken er frie, vil der altid være grænser for, hvor fordærvet et styre man kan få. Knægtes derimod ytringsfriheden, er disse grænser skyllet bort"
Hal Koch konkluderer, at følgende betingelser skal være opfyldte, for at demokratiet kan realiseres:
1. for det første må der være "grundlove for det menneskelige liv, som må respekteres, hvis der overhovedet skal kunne leves et folkeligt fælles liv". "[18] Han er her på linje med Jean-Jacques Rousseau, der i sin bog om "Samfundspagten" netop gør dette til grundlaget for ethvert samfundsfællesskab.
2. for det andet må der være en frihed i form af frivillighed. Tvang og dressur kan måske bringe orden "men aldrig en virkelig menneskelig indsats. Den skal nemlig komme indefra. Den skal komme derved, at mennesket selv er engageret"- "[19] Hal Koch benytter i sammenhæng hermed lejligheden til at skildre en samtale med en ung tysk nazist under besættelsen. Denne skildrede for ham sin vision om et "Neuropa", hvor samarbejde, fællesskab og broderlighed ville vokse frem under tyskernes ledelse. Herover for gjorde Hal Koch imidlertid opmærksom på, at "krigen hører dog ikke op, fordi våbnene tier. Når man sår kanoner, maskinpistoler og koncentrationslejre, kan man aldrig komme til at høste samarbejde og fællesskab. Der er af den udsæd kun én høst: had", og "hver dag besættelsen varer, bliver dette had med en naturkrafts indre nødvendighed stærkere og stærkere". Dette førte til, at den unge tysker nåede til følgende slutning: "Aber dann ist es ja eine völlige Tragödie" – hvortil Hal Koch svarede, at det havde han og andre været klar over længe "[20]. I virkeligheden er våbnene kun et symbolsk tvangsmiddel. Demokratiet svinder bort og hadet vokser fra den dag, selvbestaltede "forenede nationers fædre" tror sig at vide, hvad der er godt for befolkningen og gennemfører dette udenom denne.
3. for det tredje må der være retfærdighed. Demokratiet bygger på "et retssamfund, hvor loven er øverste herre, ikke under en voldsmagts vilkårlighed". [21] Hal Koch kommer i denne sammenhæng ind på det forhold, at ikke alle mennesker deler samme værdier og derfor ikke altid vil kunne forliges: "Man må skik følge eller land fly". "Rent praktisk er en væsentlig del, ja vel nok det allermeste af folks moral- og retsbevidsthed bestemt ved fasthængen ved de fra fædrene nedarvede sæder og skikke. Derfor skifter ret og moral, når man går over grænsen til et andet land"- "[22]. Hal Koch påpeger endvidere, at en stor del af det, der anses for retten (retfærdigheden), nedstammer fra religion, fra sæd og skik. Og samtidig vender han sig mod undertrykkelse: "hvis flertallet i befolkningen ser sin fordel i økonomisk at underkue et mindretal, kan denne handling aldrig få karakter af ret, selv om den aldrig så meget foregår under parlamentariske former. Den er et retsbrud, fordi den betegner et brud på det ligheds- og gensidighedsforhold, som nu engang hører med til menneskelivet og gør dette forskelligt fra alt andet liv i naturen""[23]. Og dette gælder nok så meget andre områder som det økonomiske og ikke mindre, hvis det er et mindretal, der påtvinger flertallet sine egne snævre fordele.
4. for det fjerde må der være næstekærlighed: "Det er livets indhold og grundlov: at vi – enten vi vil vedgå det eller ej – er bundet til næsten. Og der, hvor mennesker træder denne lov under fode, der lægger de livet øde""[24].

Hal Kochs motiv til at skrive bogen var blandt andet det misbrug af ordet "demokrati", han oplevede ved 2. verdenskrigs afslutning. De – erklærede demokratiske – lande havde vundet krigen, og følgelig havde alle travlt med at erklære sig som gode demokrater og – for en dels vedkommende – var man tillige rede til at fælde dom over dem, der ikke ansås for at være så gode demokrater. Han indså hvor let, et begreb kan misbruges og omformuleres til sin modsætning af den dygtige demagog – på samme måde som det gennem tiden er sket med ord og begreber som "progressiv" og "menneskerettighed". Det gælder her som med Sokrates i det klassiske Grækenland: den, der hævder sig at vide bedre end fællesskabet, har allerede sat sig uden for dette og har ingen plads i dette mere. Han eller hun er ikke demokrat, hverken i politisk henseende eller i sit livssyn. Denne indfaldsvinkel er Kochs bud på et demokrati med fuldt medborgerskab.

## Deliberativt demokrati
Den demokratiopfattelse, som Hal Koch gjorde sig til talsmand for, kan betegnes som en variant af det deliberative demokrati. De deliberative demokrater udviklede sig som en modreaktion mod den beundring for totalitære regimer, som nazisme og fascisme havde skabt blandt mange borgere især i Europa i mellemkrigstiden. Det deliberative demokrati var tænkt som en modvægt til denne beundring og et forsvar mod udbredelsen af tilslutningen til totalitære og autoritære bevægelser i fremtiden.
For de deliberative demokrater står samtalen (dialogen) som kernepunktet. Grundideen er at samfundet styres af medlemmernes indbyrdes debat.  Bessette har påpeget, at der blandt de, der støtter den deliberative retning, er enighed om tre præmisser: information, gensidighed og argumentation. Udgangspunktet er, at deltagerne i den politiske debat argumenterer med hinanden for derved at søge at opnå tilslutning til en bestemt holdning eller overbevisning. Demokrati skal derfor som system indrettes således, at det fremmer en rationel og fornuftigt debat blandt borgerne. Deliberativt demokrati anlægger det synspunkt, at det ved en bredere og mere oplysende drøftelse kan sikres, at de besluttende myndigheder eller folkevalgte repræsentanter tager bedre og mere hensigtsmæssige beslutninger set fra et samlet samfundsmæssigt synspunkt og tillige, at en sådan drøftelse vil fremme borgernes argumentationer for deres holdninger, øge de erkendelsesmæssige evner og fremme offentlighedens medvirken i de politiske drøftelser.
Deliberativt demokrati forudsætter derfor, at borgerne handler rationelt og moralsk ansvarligt. Dette kræver, at de deltagende har en forholdsvis høj grad af indsigt og viden for at kunne drøfte med hinanden, således at samtalen holdes i gang og kan føre til et frugtbart udfald. Den tyske filosof Jürgen Habermas taler i denne forbindelse om kommunikativ rationalitet.  Debatten skal, ifølge Habermas, være lige for alle. Deltagerne må ikke er begrænset af nogen form for tvang. Debatten mellem borgerne skal være åben og hvile på borgernes gensidige anerkendelse af hinanden.

### Jürgen Habermas om den herredømmefrie kommunikation
En af det deliberative demokratis førende talsmænd, Jürgen Habermas, har udviklet en egentlig teori om forudsætningerne for det deliberative demokrati. I offentligheden bør der gælde fastlagte regler for vilkårene for debatten hvilende på diskursetikken. Disse regler omfatter krav om:
1. sandhed (at tale i overensstemmelse med de kendte fakta),
2. sandfærdighed (at udtrykke sig i overensstemmelse med sin opfattelse af, hvordan verden bør være) og
3. rigtighed (at udtrykke sig i overensstemmelse med sine følelser). [27]

Disse regler skaber grundlaget for en "herredømmefri" samtale, hvis mål er at skabe enighed (konsensus) om grundlæggende samfundsmæssige udviklingstræk om fx opbygningen af velfærdsstaten.  Hermed vil der, ifølge Habermas, skabes rum for livsverdenens fornuft, som er frigjort fra systemverdenens strategiske tænkning. Systemets medier, penge og magt bør først ind i billedet, når beslutningen er truffet og skal gennemføres. Den herredømmefri samtale sker i et frit forum og kan derfor ikke sættes igennem over for juridiske og forvaltningsmæssige procedurer, som kræver et formaliseret sprog. Den fri meningsdannelse er medvirkende til at sikre, at samspillet mellem offentligheden og de anvendte strategiske virkemidler udvikler sig i et positivt samspil.  Medborgerskab kræver derfor en aktiv medleven og positiv dialog mellem borgerne.

### Demokratisk dannelse
I forlængelse af den deliberative tradition har pædagoger udviklet begrebet demokratisk dannelse. Grundtanken er, at det er en samfundsopgave at uddanne borgerne til aktivt medborgerskab. I Vesttyskland blev Oscar Negts didaktik således inspiration for en række initiativer indenfor voksenuddannelserne. I Danmark havde folkehøjskolerne allerede praktiseret "det levende ord" som dannelsesideal i flere årtier, da debatten om medborgerskab og demokratisk dannelse udfoldede sig i årtierne efter 2. verdenskrig. Inspireret af bl.a. Holger Henriksens værker søgte ledende politikere nu at implementere den demokratiske dannelse i folkeskolen. I folkeskoleloven af 1975, som daværende undervisningsminister Ritt Bjerregaard fik vedtaget i Folketinget er "opdragelse til og ved demokrati" et af nøglebegreberne. I de senere folkeskolelove er undervisning i og med demokrati – i forskellig udformning – stadig en af folkeskolens vigtigste opgaver.

## Medborgerskab i praksis
Aktivt medborgerskab har mange forskellige praksisformer. Lokalpolitisk i form af høringer og brugerbestyrelser, men også frivilligt arbejde og foreningsaktiviteter antages at styrke det lokale medborgerskab. Dog har forskellige forskningsprojekter peget på, at det især er ressourcestærke personer, fx højtuddannede, der deltager i sådanne aktiviteter, ligesom offentligt ansatte har en højere deltagelse end privatansatte.
Foreningslivets stærkeste indflydelsesmulighed ligger i medlemstallet; i en række af de største foreninger, f.eks. Danmarks Naturfredningsforening er der ikke noget krav om aktivt medlemskab. Foreningerne satser derfor i stigende grad på omtale i massemedierne som vejen til større indflydelse på den politiske dagsorden.  Når medborgerskabet udstrækkes fra det politiske til det kulturelle praksisfelt, påvirker det forståelsen af fællesskabet som identitetsfaktor. Værdikampen kan i dette perspektiv ses som en kamp mellem den nationalt funderede og den globalt funderede medborgerskabsdiskurs. Dette er blot et af en række værdidilemmaer, som medborgerskab indebærer.

### Politisk medborgerskab i praksis
Det politiske medborgerskab i Danmark er blevet undersøgt i en spørgeskemaundersøgelse i et demokratiprojekt på AUC i 1990.  Her skelnes der mellem 3 hovedtyper af deltagelse:Den institutionsbundne, som kræver medlemskab, den situationsbestemte, som knytter sig til aktioner eller manifestationer, typisk i enkeltsager, fx gennem græsrodsbevægelser og den nærdemokratiske i lokalsamfundet. Mens den aktive deltagelse i partiorganisationerne har været faldende siden 1970'erne, har det vist sig, at mere uformelle deltagelsesformer vandt frem omkring årtusindeskiftet.  Endvidere startede en tendens til forøget deltagelse i frivilligt arbejde i begyndelsen af 2000 - tallet, især til gavn for lokalsamfundene. Medlemskabet af foreninger og organisationer har ligeledes generelt været stigende, men her er der store forskelle i udviklingen afhængigt af organisationens formål og fokusområder.